# Asaphidae
Asaphidés
Famille
Sous-familles de rang inférieur
- † Asaphinae
- † Isotelinae
- † Niobinae
- † Ogygiocarellinae

Les Asaphidae (asaphidés en français) forment une famille fossile importante de trilobites, arthropodes marins primitifs.

## Classification
La famille des Asaphidae est décrite en 1843 par le paléontologue argentin d'origine prussienne Hermann Burmeister (1807-1892).

## Répartition stratigraphique

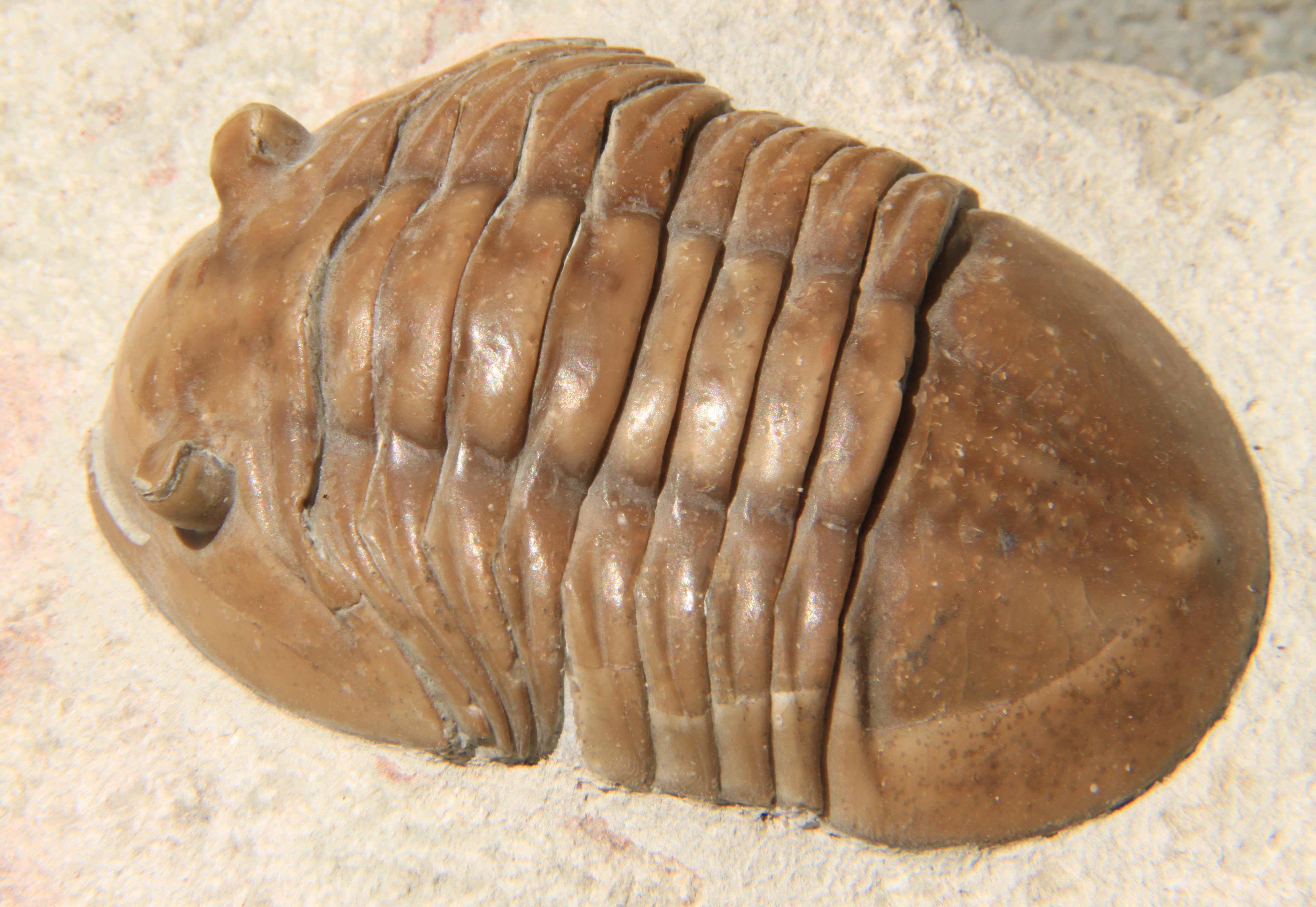
Fossile d'un Asaphidae :
Asaphus lattus,
(Ordovicien moyen, près de Saint-Petersbourg).

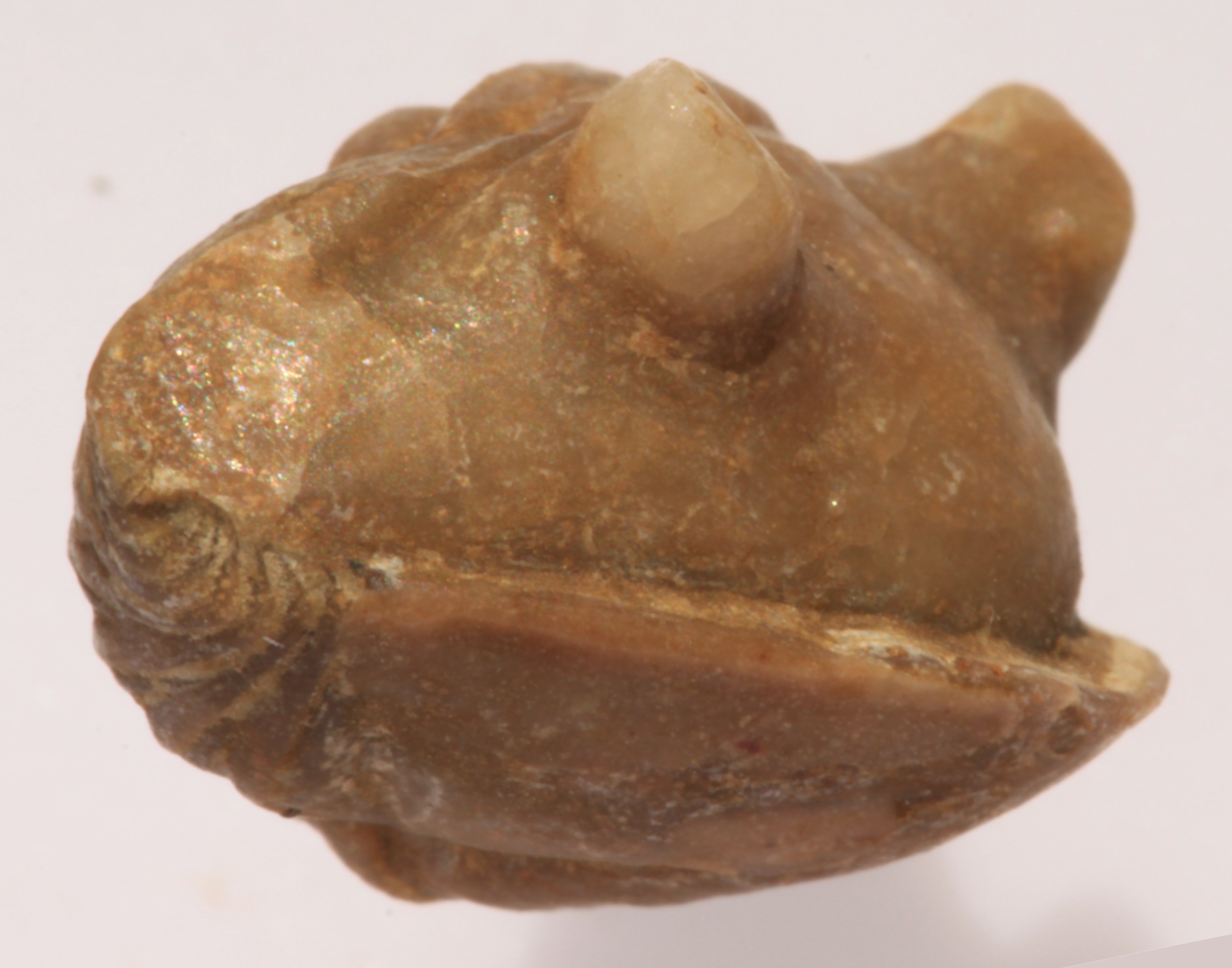
Fossile d'un Asaphidae :
Asaphus plautini, enroulé,
(Ordovicien moyen, près de Saint-Petersbourg).
Longueur= 58 millimètres.

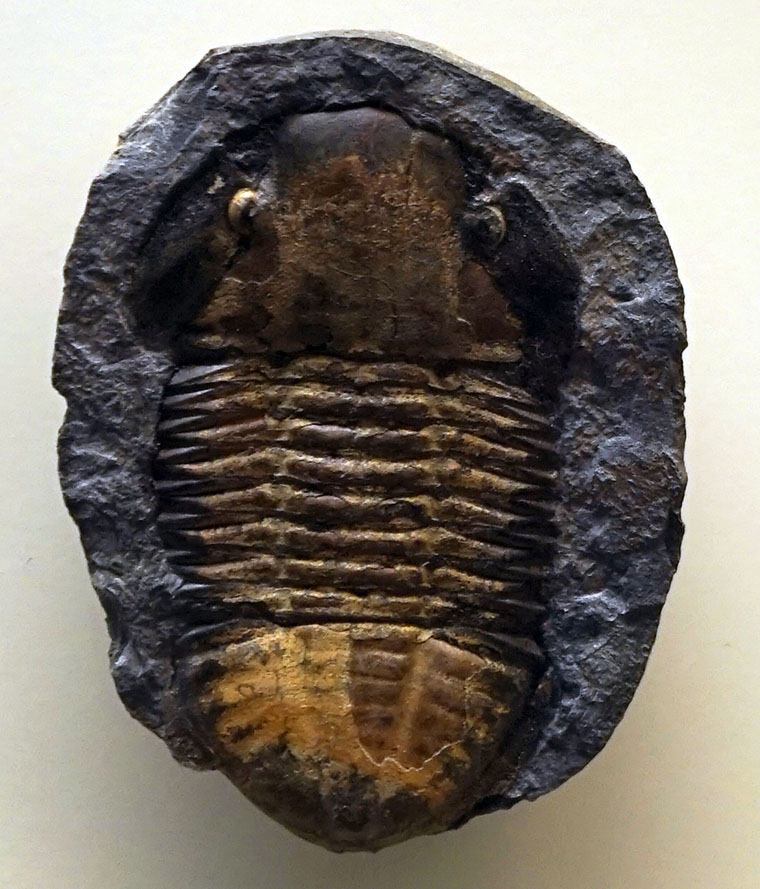
Fossile de Hoekaspis sp. au.

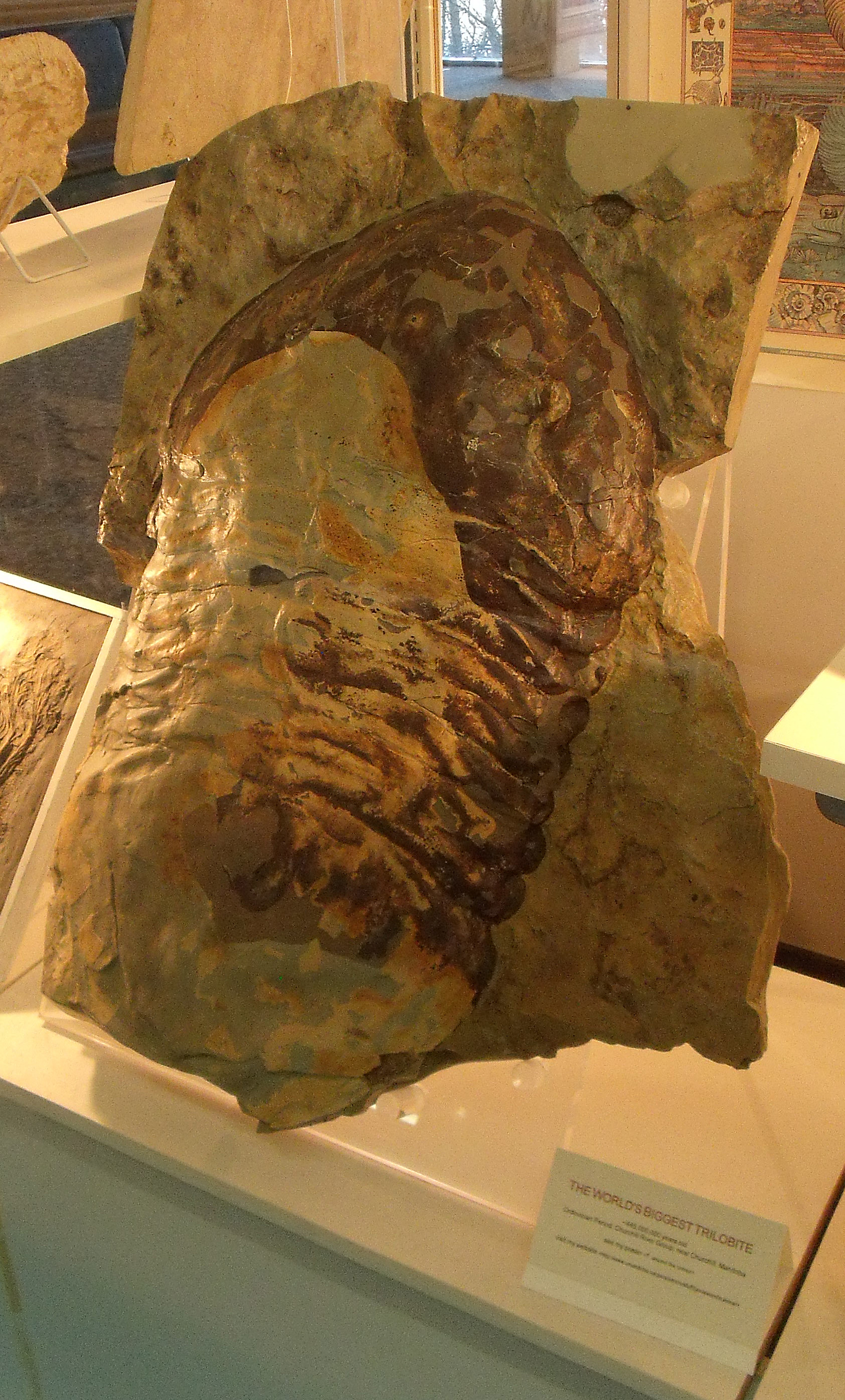
Fossile de l'espèce Isotelus rex,
considéré comme le plus grand trilobite connu.
Longueur= 72 centimètres.

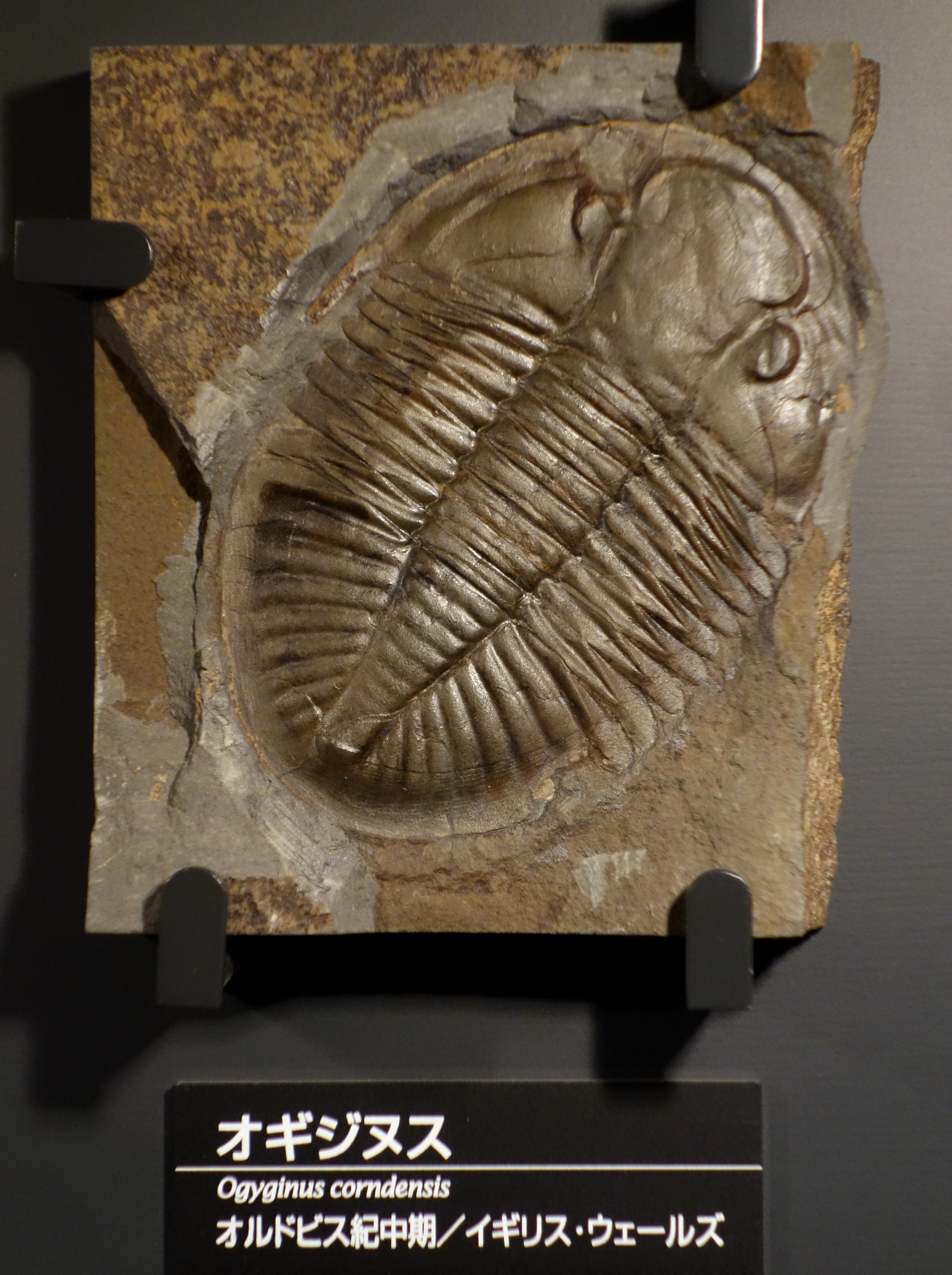
Fossile de l'espèce Ogyginus corndensis au musée national de la nature et des sciences de Tokyo.

Les premiers genres connus de cette famille apparaissent au Cambrien supérieur, mais les asaphidés se développent surtout, avec de très nombreuses espèces et une vaste distribution géographique, au cours de l'Ordovicien. Ils disparaissent à la fin de l'Ordovicien.

## Répartition géographique
La répartition géographique des asaphidés se fait en grande partie par sous-familles :
- les Asaphinae sont caractéristiques de la région péri-baltique (région de Saint-Petersbourg) et de l'Europe (par exemple dans la formation de Saint-Chinian dans le sud de la France) ;
- les Isotelinae sont concentrés sur le paléocontinent de la Laurentia ou craton nord-américain ;
- les Nobiliasaphinae sont présents dans les zones tropicales du Gondwana et de la Chine du sud ;
- les Ogygiocaridinae sont connus en Avalonia, Gondwana et en région baltique.

## Liste des genres
Le nombre de genres et espèces créés est considérable, près de 150 genres et plus de 700 espèces, la plupart datant de l'Ordovicien.
Au Cambrien supérieur, 14 genres sont connus en Chine et en Australie.

### Liste des genres recensés par
Selon Fossilworks le 11 novembre 2019 :
- Anataphrus
- Araiocaris
- Asaphellus
- Atopasaphus
- Aulacoparia
- Australopyge
- Basilicus
- Bellefontia
- Birmanites
- Bohemopyge
- Brachyaspis
- Branisaspis
- Burminresia
- Ectenaspis
- Emanuelaspis
- Eoasaphus
- Eoisotelus
- Erdelia
- Estoniites
- Fuyunia
- Gerasaphes
- Griphasaphus
- Guohongjunia
- Hemigyraspis
- Homotelus
- Hunnebergia
- Isabelinia
- Kayseraspis
- Klabavia
- Kobayashia
- Lachnostoma
- Liomegalaspides
- Lisogorites
- Lycophron
- Megalaspidella
- Merlinia
- Metaptychopyge
- Mioptychopyge
- Nahannia
- Nerudaspis
- Nileoides
- Ningkianites
- Niobella
- Niobides
- Niobina
- Nobiliasaphus
- Norasaphus
- Norinia
- Ogmasaphus
- Ogyginus
- Ogygiocarella
- Ogygiocaris
- Ogygites
- Ogygitoides
- Onchometopus
- Parabellefontia
- Paramegalaspis
- Paratamdaspis
- Penchiopsis
- Plectasaphus
- Plesiyuepingia
- Presbynileus
- Priceaspis
- Proscharyia
- Protopresbynileus
- Protoptychopyge
- Pseudasaphus
- Pseudoasaphus
- Pseudobasilicus
- Pseudogriphasaphus
- Pseudogygites
- Psilocephalina
- Ptychopyge
- Ptyocephalus
- Sanbernardaspis
- Schizophorus
- Stegnopsis
- Stenorhachis
- Suriaspis
- Thysanopyge
- Trigonocerca
- Trigonocercella
- Vogdesia
- Xenostegium
- Zhenganites
- Zuninaspis

### Autres genres
Selon le site trilobites.info au 11 novembre 2019 :
- Asaphus
- Aulacoparina
- Baltiites
- Banqiaoites
- Birmanitella
- Borogothus
- Charabaia
- Chengkouella
- Dubovikites
- Ekeraspis
- Emanuelina
- Gog
- Gogiura
- Golasaphus
- Hazarania
- Heraspis
- Hoekaspis
- Homalopyge
- Hunjiangites
- Huochengia
- Iduia
- Isotella
- Isoteloides
- Isotelus
- Isyrakella
- Isyrakopeltis
- Kainisiliellina
- Lamanskytes
- Lapidaria
- Leningradites
- Liushuicephalus
- Lonchobasilicus
- Megalaspides
- Megasaphus
- Megatemnoura
- Megistaspidella
- Megistaspis
- Metayuepingia
- Mischynogorites
- Niobe
- Norasaphites
- Neopeltis
- Notopeltis
- Ogygitella
- Paramegistaspis
- Paraptychopyge
- Parayuepingia
- Platyptychopyge
- Popovkiaspis
- Popovkites
- Praecoparia
- Proasaphus
- Promegalaspides
- Proxiniobe
- Pseudoasaphinus
- Pseudoasaphoides
- Pseudobasilicoides
- Pseudobasiliella
- Pseudobasiloides
- Pseudomegalaspis
- Pseudoptychopyge
- Pseudoptyocephalus
- Psilocephalops
- Rhinoferus
- Shergoldina
- Tchukeraspis
- Tsaidamaspis
- Valdaites
- Volchovites
- Xenasaphus
- Xinanocephalus
- Yuepingioides
- Zoraspis